# Saint-Étienne-de-Mer-Morte
Saint-Étienne-de-Mer-Morte è un comune francese di 1 431 abitanti situato nel dipartimento della Loira Atlantica nella regione dei Paesi della Loira.

## Società

### Evoluzione demografica
Abitanti censiti